# 939 (szám)
A 939 (római számmal: CMXXXIX) egy természetes szám, félprím, a 3 és a 313 szorzata.

## A szám a matematikában
A tízes számrendszerbeli 939-es a kettes számrendszerben 1110101011, a nyolcas számrendszerben 1653, a tizenhatos számrendszerben 3AB alakban írható fel.
A 939 páratlan szám, összetett szám, azon belül félprím, kanonikus alakban a 31 · 3131 szorzattal, normálalakban a 9,39 · 102 szorzattal írható fel. Négy osztója van a természetes számok halmazán, ezek növekvő sorrendben: 1, 3, 313 és 939.
A 939 négyzete 881 721, köbe 827 936 019, négyzetgyöke 30,64311, köbgyöke 9,79239, reciproka 0,0010650. A 939 egység sugarú kör kerülete 5899,91100 egység, területe 2 770 008,216 területegység; a 939 egység sugarú gömb térfogata 3 468 050 286,6 térfogategység.